# Бовалино
Бовалѝно (на италиански: Bovalino) е морско курортно градче и община в Южна Италия, провинция Реджо Калабрия, регион Калабрия. Разположено е на брега на Йонийско море. Населението на общината е 8850 души (към 2013 г.).